# Tau3 Serpentis
Título a ser usado para criar uma ligação interna é Tau3 Serpentis.
Tau3 Serpentis (15 Serpentis) é uma estrela na direção da constelação de Serpens. Possui uma ascensão reta de 15h 35m 33.28s e uma declinação de +17° 39′ 20.1″. Sua magnitude aparente é igual a 6.10. Considerando sua distância de 414 anos-luz em relação à Terra, sua magnitude absoluta é igual a 0.58. Pertence à classe espectral G8III:.